# The Breaker (манхва)
The Breaker (кор. 브레이커, трансліт. Beureikeo, укр. Руйнівник) — корейська пригодницька фентезі-манхва, намальована манґакою Чон Гикчіном та Пак Чінхваном, про складнощі шкільного життя, а також пошук виходу з важкої ролі «хлопчика для биття» через навчання бойових мистецтв з новим вчителем.

## Сюжет
Коли Сіун перейшов до старшої школи, він одразу потрапив до розряду «хлопчиків для биття» і став об'єктом глузувань. Проте все міняється в той момент, коли в його школі з'являється новий вчитель. Вчитель був украй незвичайним, він володів особливими техніками бойових мистецтв. Це так вразило Сіуна, що він вирішив будь-що стати учнем цієї людини. Однак він і не підозрює, наскільки серйозні, складні і небезпечні ці мистецтва і наскільки особливий його вчитель…